# Antón Miranchuk
Antón Andréyevich Miranchuk (en ruso: Антон Андреевич Миранчук; Slavyansk-na-Kubani, 17 de octubre de 1995), más conocido como Anton Miranchuk, es un futbolista ruso que juega de centrocampista en el F. C. Sion de la Superliga de Suiza. Es internacional con la selección de fútbol de Rusia con la que debutó el 7 de octubre de 2017.
Es el hermano gemelo de Alekséi Miranchuk.

## Trayectoria
Fichado por el F. C. Lokomotiv Moscú para su cantera en 2011, en 2013 le llegó su primera oportunidad en el primer equipo. Fue en la Copa de Rusia.
Sin embargo, no encontró continuidad en el primer equipo del club ruso, por lo que en 2016 se marchó cedido al FC Levadia Tallinn estonio. Allí jugó 30 partidos de liga, en los que anotó 14 goles.
Su buen hacer le hizo regresar al Lokomotiv para quedarse. Su primer gol con el Lokomotiv llegó el 19 de octubre de 2017 en un partido de la Liga Europa de la UEFA 2017-18 contra el Sheriff Tiraspol moldavo.
El 5 de noviembre de 2017 anotó su primer gol en la Liga Premier de Rusia, y lo hizo frente al PFC CSKA Moscú.
Puso fin a su etapa en el conjunto moscovita una vez expiró su contrato al término de la temporada 2023-24. Se marchó habiendo jugado 217 partidos en los que marcó 51 goles. Entonces continuó su carrera en el F. C. Sion, equipo con el que firmó en el mes de septiembre hasta junio de 2026.

## Selección nacional
Fue internacional con la selección de fútbol de Rusia sub-18, sub-19 y sub-21. Con la selección absoluta debutó el 7 de octubre de 2017 contra la selección de fútbol de Corea del Sur.
Posteriormente, realizó su segundo encuentro con la selección en el empate a 3 con la selección de fútbol de España.

## Clubes
| Club                           | País    | Año       |
| ------------------------------ | ------- | --------- |
| F. C. Lokomotiv Moscú          | Rusia   | 2013-2024 |
| F. C. Levadia Tallinn (cedido) | Estonia | 2016      |
| F. C. Sion                     | Suiza   | 2024-     |

## Palmarés

### Campeonatos nacionales
| Título                | Club                  | País  | Año  |
| --------------------- | --------------------- | ----- | ---- |
| Copa de Rusia         | F. C. Lokomotiv Moscú | Rusia | 2015 |
| Copa de Rusia         | F. C. Lokomotiv Moscú | Rusia | 2017 |
| Liga Premier de Rusia | F. C. Lokomotiv Moscú | Rusia | 2018 |
| Copa de Rusia         | F. C. Lokomotiv Moscú | Rusia | 2019 |
| Supercopa de Rusia    | F. C. Lokomotiv Moscú | Rusia | 2019 |
| Copa de Rusia         | F. C. Lokomotiv Moscú | Rusia | 2021 |